# 亚瑟·卡普兰
亚瑟·卡普兰（Arthur Caplan）美国著名医学家。纽约大学Langone医学中心的生物伦理学教授兼系主任、宾夕法尼亚大学生物伦理学中心主任，并任教明尼苏达大学，匹兹堡大学和哥伦比亚大学。曾获发现杂志（Disvovery）2008年选为科学界前十大最有影响力的科学家。
2009年10月，聯合國及歐洲理事會呼籲制定關於"禁止贩卖人体器官、组织和细胞"的国际公约，以保護受害人並嚴懲違反者。並發表近百頁的研究報告，指出贩卖人体器官違反道德，也会導致器官提供者、接受移植者承受更大的危险。亚瑟·卡普兰為報告作者之一，他強調基本原則"器官获取不能与经济利益挂钩"，反對建立合法的器官交易市场；該報告關注"器官移植旅游”現象，即富人前往穷国获取人体器官以供移植；另外卡普蘭2011年在醫學雜誌《柳葉刀（The Lancet）》發文，呼籲抵制來自中國或其它任何「按需殺人」的移植研究文章。2012年12月，卡普蘭在美國政府白宮We the People請願網頁發起連署，要求白宮進行調查並公開譴責中國正在發生的法轮功信仰者遭摘取器官，白宫于2015年1月正式回复。